# تخت (شیروان)
تخت، روستایی از توابع بخش سرحد در استان خراسان شمالی ایران است.

## جمعیت
این روستا در دهستان جیرستان قرار دارد و براساس سرشماری مرکز آمار ایران در سال ۱۳۸۵، جمعیت آن ۱۱۹ نفر (۲۷ خانوار) بوده‌است.